# Copiocera cyanoptera
Copiocera cyanoptera är en insektsart som beskrevs av Marius Descamps 1978. Copiocera cyanoptera ingår i släktet Copiocera och familjen gräshoppor. Inga underarter finns listade i Catalogue of Life.